# Héctor Becerra
Héctor Becerra (10 de mayo de 1965, Monterrey, Nuevo León) es un exfutbolista y entrenador mexicano, originario de la colonia Los Nogales en el barrio del Topo Chico, actualmente es director técnico del Club de Fútbol Monterrey Femenil.

## Trayectoria
Debutó para los Rayados del Monterrey el 23 de marzo de 1984 con la goliza de 7-1 vs el Atlas de Guadalajara junto a una gran camada de jugadores canteranos, que años más tarde conseguirían el primer campeonato en la historia del equipo en el Torneo México 86.
Jugador habilidoso con mucho regate y velocidad, con excelente técnica individual y manejo de ambos perfiles.
Jugó en la selección de fútbol de México que participó en la Copa Mundial de Fútbol Juvenil de 1985, jugando contra Paraguay e Inglaterra anotando el gol del seleccionado mexicano que definió el marcador del encuentro (1-0), así mismo, participó en algunos partidos con la selección de fútbol de México mayor. 
Terminó su carrera como profesional en el equipo de Correcaminos de Cd. Victoria, a temprana edad mermado por las lesiones en ambas rodillas; con algunos meses ya en el retiro recibe la invitación para incursionar el Fútbol Rápido con el equipo de La Raza de Monterrey, donde jugó algunos años más, teniendo una excelente participación convirtiéndose en parte fundamental de los campeonatos conseguidos por este equipo.
Actualmente se desempeña como Director técnico en el Club de Fútbol Monterrey Femenil, con una excelente labor tras ser campeón del torneo Torneo Apertura 2019, aparte de ser técnico auxiliar del Monterrey.

## Selección nacional

### Participaciones en la Copa del Mundo
| Torneo                                 | Sede  | Resultado        |
| -------------------------------------- | ----- | ---------------- |
| Copa Mundial de Fútbol Juvenil de 1985 | Rusia | Cuartos de final |

## Trayectoria como jugador
| Club                     | País   | Año         |
| ------------------------ | ------ | ----------- |
| Club de Fútbol Monterrey | México | 1984 - 1992 |
| Correcaminos de la UAT   | México | 1992 - 1993 |
| La Raza de Monterrey     | México | 1993 - 1996 |

## Trayectoria en cuerpo técnico
| Club              | País   | Año          | Puesto           |
| ----------------- | ------ | ------------ | ---------------- |
| Monterrey         | México | 2013 - 2019  | Auxiliar Técnico |
| Monterrey Femenil | México | 2017 - Ahora | Entrenador       |